# Boris Schatz
Boris Schatz (ur. 4 grudnia 1866 w Woroniach na Żmudzi, zm. 23 marca 1932 w Denver) – żydowski malarz i rzeźbiarz, fundator Szkoły Sztuk Pięknych i Rzemiosł Besaleela w Jerozolimie. Tematyką jego prac, w większości inspirowanych Biblią, było narodowe odrodzenie Żydów.
Ojciec Schatza, będący nauczycielem w żydowskiej szkole religijnej, wysłał go na studia w jesziwie w Wilnie. Boris szybko jednak porzucił szkołę i, po zerwaniu wszelkich więzi z rodziną, podjął studia artystyczne, obejmujące malarstwo i rzeźbę, w Wilnie i Warszawie. W 1889 przeprowadził się do Paryża, gdzie opiekował się nim znany artysta Mark Antokolski.
W 1895 Schatz przyjął zaproszenie księcia Ferdynanda do objęcia funkcji nadwornego rzeźbiarza oraz założyciela Królewskiej Akademii Sztuki. W 1900 otrzymał złoty medal za statuę Biust starej kobiety. W 1909 odznaczony został Orderem Palm Akademickich.
W 1905 poznał Teodora Herzla i pod jego wpływem stał się zagorzałym syjonistą. Na Kongresie Syjonistycznym w 1905 przedstawił pomysł utworzenia żydowskiej szkoły artystyczno-rzemieślniczej. Następnego roku ufundował taką szkołę w Jerozolimie, nazwaną później na cześć Besaleela, wzmiankowanego w Biblii artysty i rzemieślnika (projektanta Arki Przymierza i innych przedmiotów służących kultowi).
W kolejnych latach Schwatz organizował wystawy prac swoich studentów w Europie (m.in. we Lwowie) i Stanach Zjednoczonych. Były to pierwsze wystawy sztuki żydowskiej pochodzącej z terenu Palestyny. 
Schatz zmarł podczas podróży zagranicznej w poszukiwaniu sponsorów dla Szkoły Sztuk Pięknych i Rzemiosł Besaleela. Jego ciało zostało przewiezione do Jerozolimy i pochowane na Górze Oliwnej.